# 凸ノ高秀
凸ノ 高秀（とつの たかひで、1984年8月9日 - ）は、日本の漫画家、デザイナー。大阪芸術大学デザイン学科卒業。大阪府出身、出生。

## 経歴
小学生の頃、ノートに漫画を描いていた。大阪芸術大学卒業後、大阪でデザイナーとして働く。しかし「デザインを一生の仕事にするつもりはなく、いつかは自分の名前で面白いことを発信していきたいと思っていた」という。エンタメサイト「オモコロ」で連載を始めるが、特にやりたいことも無かったのでネタに困っていた。そこで小学生の頃に漫画を描いていたことを思い出し、デジタルを取り入れ27歳から漫画を再び描き始めた。商業誌デビューは28歳で、29歳のときに東京都へ移り住む。それから半年で、『少年ジャンプNEXT!』（集英社）に読切作品が掲載されて好評価を得る。
『週刊少年ジャンプ』（集英社）2017年26号で読切『アリスと太陽』を掲載する。『週刊少年ジャンプ』2018年31号より連載版『アリスと太陽』を連載した。33歳にして初連載であり、「漫画家としてはかなり遅咲き」とされている。
前述のオモコロでは漫画連載や特集執筆などのほか、ネットラジオ番組『ラジオ漫画犬』にて2016年の開始から一貫してパーソナリティを務めている。

## 作品リスト
- 童貞骨牌 - 2014年。「凸ノ」名義。
- 丑ノ刻カウンターストライク（『ジャンプSQ.CROWN』2017年WINTER掲載） - 読切。『アリスと太陽』2巻に収載。
- 短編集『蝉の恋』 - 2018年。6編収録。「凸ノ」名義。
- 1コマの国のアリス（『Renta!』内公開[5]、2018年） - 「デジタルコミックにおける最長の一コマ漫画」としてギネス世界記録に認定された[6]。
- ［持ち込みガイド漫画］ - 2017年。加藤和恵へのインタビュー[7]。
- アリスと太陽（『週刊少年ジャンプ』2018年31号 - 51号連載、全3巻） - 連載版。
  - アリスと太陽（『週刊少年ジャンプ』2017年26号） - 連載版の前身。読切。
- はじめてのハニートラップ（『少年ジャンプGIGA』2020年SUMMER掲載[8]） - 読切[8]。
- 放課後ストロングベリー（『ヤングジャンプスポーツ』掲載[9]、2020年） - 読切[9]。
- ダムダム!!（『ヤングジャンプバトル2』掲載[10]、2021年） - 読切[10]。
- she is beautiful（原作：江坂純、『となりのヤングジャンプ』2022年6月10日[11] - 連載中）

## 関連人物
- 佐伯俊・附田祐斗 - それぞれ凸ノの大学の同期、後輩。凸ノは第一線で活動する彼らから刺激を受けたと語っている[3]
- カメントツ - 同時期にオモコロにて漫画を連載していた他、ラジオ漫画犬では2016年の開始から同年末まで共にパーソナリティーを務めた[4][12]。それ以降もイベントなどでの共演経験がある。
- フルコン・湯毛 - 幼なじみ